# Chamissoschule
Die Chamissoschule war ein Mädchengymnasium im Bayerischen Viertel im heutigen Berliner Ortsteil Schöneberg, benannt nach dem Naturforscher Adelbert von Chamisso. Die Schule war stark von Juden besucht und erlitt einen Schülerschwund aufgrund der Verfolgung der Juden, die zur Schließung führte.

## Geschichte
Im Zuge des starken Bevölkerungswachstums in Berlin zur Wende zum 20. Jahrhundert bestand ein Bedarf nach höherer Bildung für Mädchen in Schöneberg. Im April 1900 wurde die Städtische Höhere Mädchenschule als zehnklassige höhere Mädchenschule gegründet. Das Lyzeum erhielt 1908 den Namen Chamisso-Schule. Sie wurde Ende der 1930er Jahre aufgrund der massiven nationalsozialistischen Verfolgungen und Deportationen von Jüdinnen und Juden aus dem Bayerischen Viertel aufgelöst.

## Gebäude
Die Schule am Barbarossaplatz wurde unter Leitung des Architekten und Baustadtrates Paul Egeling 1907 fertiggestellt und war das erste eigenständige Gebäude für höhere Mädchenbildung in Schöneberg. Über den Renaissance-Säulen am Eingangsportal thront in der Mitte Pallas Athene, die altgriechische Göttin der Weisheit, begleitet von Allegorien der Natur- und Geisteswissenschaften. Die Baukosten betrugen inklusive Turnhalle und Nebenanlagen 899.249,32 Mark. Während des Zweiten Weltkriegs fungierte das Gebäude als Lazarett. Die kriegsbeschädigte Schule wurde später als Infektionskrankenhaus bis 1975 genutzt. In das halb zerstörte Gebäude zogen anschließend vorübergehend die Volkshochschule Schöneberg und die Finkenkrug-Sonderschule ein. Der Wiederaufbau und Umbau des Gebäudes begann Ende 1986. Seit der Wiedereröffnung 1990 teilen sich die Albert-Einstein-Volkshochschule und die inklusive Grundschule am Barbarossaplatz das Gebäude.

## Schülerzahlen
Die Entwicklung der Schülerzahlen reflektiert die Verfolgung und Ausgrenzung der jüdischen Bevölkerung. Schrittweise wurden auf lokaler Ebene Schüler in jüdische Einrichtungen gezwungen oder ganz aus insbesondere höheren Schulen gedrängt. Der Schulbesuch wurde ab 1942 verboten. Die Chamissoschule hatte zu diesem Zeitpunkt jedoch schon aufgrund geringer Schülerzahlen geschlossen.
|         | evangelisch | katholisch | jüdisch                             | diff. | sonst. | Gesamt |
| ------- | ----------- | ---------- | ----------------------------------- | ----- | ------ | ------ |
| 1920/21 | 490         | 29         | 243                                 | 08    |        | 770    |
| 1921/22 | 418         | 21         | 237                                 | 14    |        | 690    |
| 1925/26 | 373         | 27         | 216                                 | 13    |        | 629    |
| 1929/30 | 370         | 21         | 156                                 | 16    | 02     | 565    |
| 1933    |             |            | 162                                 |       |        | 513    |
| 1936    |             |            | 025 „Volljuden“ und 11 „Mischlinge“ |       |        | 364    |
| 1939    |             |            | 003 „Mischlinge“                    |       |        | 330    |

## Schulleiter
- 1920/21 Brandes[4]
- 1921/22–1929/30 Johannes Teufer[5][9][7]
- 1930/31–19334/35 Erich Chudzinski
- 1935/36–1937/38 Erich Chudzinski (beurlaubt), Dr. Georg Meinhard (stellv.)[10][11]
- 1938/39–1939/40 Paul Weitzke[12]

## Ehemalige

### Bekannte Schüler
- Isolde Hausser (1889–1951), Physikerin, Abitur 1909
- Edith Eucken-Erdsiek (1896–1985), Kulturphilosophin und Schriftstellerin, Abitur 1914
- Charlotte Ollendorff (1894–1943), Althistorikerin, Abitur 1914
- Lotte Pusch (1890–1983), Chemikerin
- Lotte Laserstein (1898–1993), Malerin
- Anne Ratkowski (1903–1996), Malerin
- Erna Herrey (1904–1980), Physikerin und Autorin, Abitur 1922

### Bekannte Lehrer
- Moritz Edelmann (1891–1973), Geschichtsdidaktiker, 1925–1933[13]